# Eustrophus
Eustrophus es un género de coleóptero de la familia Tetratomidae. Miden de 4.5 a 6.0 mm. Son de distribución holártica.

## Especies
Las especies de este género son:
- Eustrophus bimaculatus
- Eustrophus cuneatus
- Eustrophus dermestoides
- Eustrophus impruricollis
- Eustrophus marginatus
- Eustrophus niponicus
- Eustrophus ovatus
- Eustrophus punctolineatus
- Eustrophus rollei
- Eustrophus subaxillaris
- Eustrophus substriatus
- Eustrophus tomentosus
- Eustrophus yunnanensis